# Javier Pelegrín
Javier Pelegrín nació en Madrid en 1967, aunque es de origen murciano y ha residido en Murcia durante buena parte de su vida. Se licenció en Filología Hispánica por la Universidad de Murcia y completó sus estudios en París y Turín. Actualmente, trabaja como profesor de Enseñanza Secundaria en la provincia de Toledo (Villacañas), en el instituto IES Enrique de Arfe. Está casado con Ana Alonso, con quien escribe  numerosos libros.

## Obras
- La torre y la isla Editorial Anaya, Colección La llave del tiempo, 2006
- La esfera de Medusa Editorial Anaya, Colección La llave del tiempo, 2007
- La ciudad infinita Editorial Anaya, Colección La llave del tiempo, 2007
- El jinete de plata Editorial Anaya, Colección La llave del tiempo, 2008
- Uriel Editorial Anaya, Colección La llave del tiempo, 2008
- El secreto de If Ediciones SM, 2008 ISBN 978-84-675-2981-4
- La puerta de Caronte Editorial Anaya, Colección La llave del tiempo, 2009
- El palacio del silencio Editorial Anaya, Colección La llave del tiempo, 2009
- Versos piratas, piratas en verso Editorial Anaya, 2009
- El viaje de Zoe Editorial Anaya, Colección La llave del tiempo, 2010
- Tatuaje Editorial Viceversa, Trilogía “Tatuaje”, 2010
- Profecía Editorial Viceversa, Trilogía “Tatuaje”, 2010
- La ciudad transparente Editorial Jinete Azul, 2010 ISBN 978-84-246-3633-3
- Los duendes del otoño Editorial Anaya, Colección Pizca de Sal, 2010
- Una carta muy rara Editorial Anaya, Colección Pizca de Sal, 2010
- El mapa del bosque Editorial Anaya, Colección Pizca de Sal, 2010
- Un cocodrilo misterioso Editorial Anaya, Colección Pizca de Sal, 2010
- Blancanieves en la ciudad Editorial Anaya, Colección Pizca de Sal, 2010
- Los tres cerditos y el inspector Editorial Anaya, Colección Pizca de Sal, 2010
- Los instantes perfectos Colección El Árbol de la Lectura, Oxford 2010
- La amenaza de los animales sombra Editorial La Galera, 2012 ISBN 978-84-246-3627-2
- La cámara de cristal Editorial La Galera, 2012 ISBN 978-84-246-3625-8
- El cofre del otro mundo Editorial La Galera, 2012 ISBN 978-84-246-3634-0
- La epidemia misteriosa Editorial La Galera, 2012 ISBN 978-84-246-3624-1
- La reina de cristal I Editorial Edebé, 2014 ISBN 978-84-683-1965-0
- La reina de cristal II Editorial Edebé, 2014 ISBN 978-84-683-1966-7
- La reina de cristal III Editorial Edebé, 2014 ISBN 978-84-683-1967-4
- Historia de Sara 1 (Odio el rosa) Oxford University Press España, 2014 ISBN 978-8467373226
- Historia de Dani 1 (Odio el rosa) Oxford University Press España, 2014 ISBN 978-8467361490
- Historia de Lynda (Odio el rosa) Oxford University Press España, 2015 ISBN 978-8467380699
- Historia de Dark (Odio el rosa) Oxford Univesity Press España, 2015 ISBN 978-8467380729
- Historia de Alan (Odio el rosa) Oxford University Press España, 2016 ISBN 978-8467393811
- Historia de Julia (Odio el rosa) Oxford University Press España, 2016 ISBN
- el sueño de Berlin en colaboración con Ana Alonso. Anaya, 2015 (Novela Juvenil). Premio Anaya.

## Premios
Consiguió, junto con Ana Alonso, coautora de El secreto de If el premio Barco de Vapor el año 2008.
Los tres primeros libros de “La llave del tiempo” fueron seleccionados entre los quince mejores libros juveniles del año por la sección venezolana del IBBY 2008.
- Datos: Q24229366